# Aspasia lunata
Aspasia lunata es una orquídea epifita originaria de los trópicos de Sudamérica.

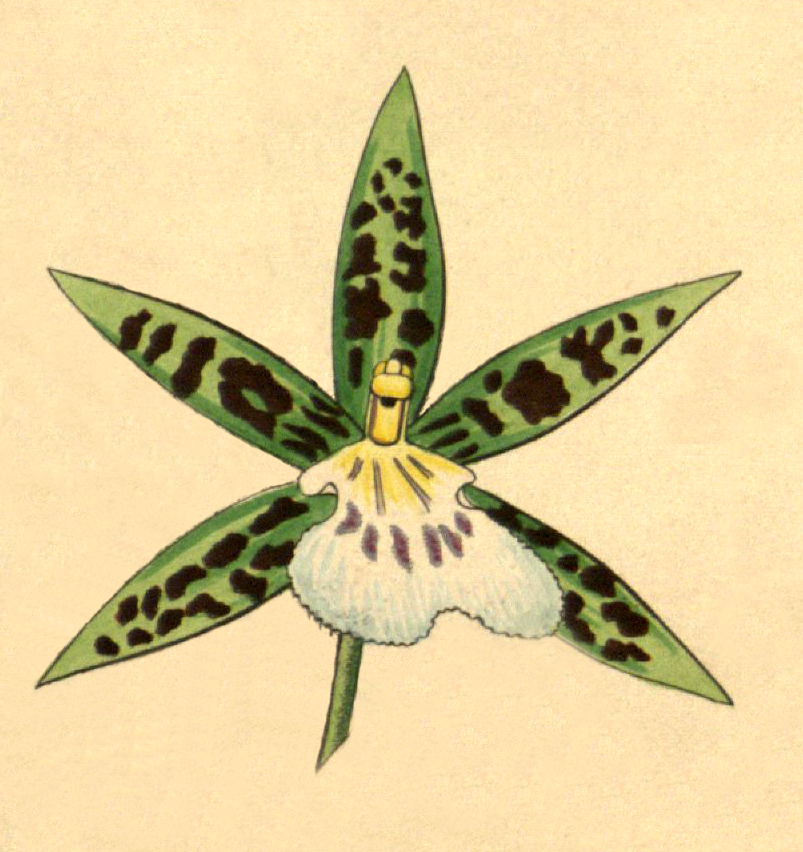
Aspasia lunata - flores

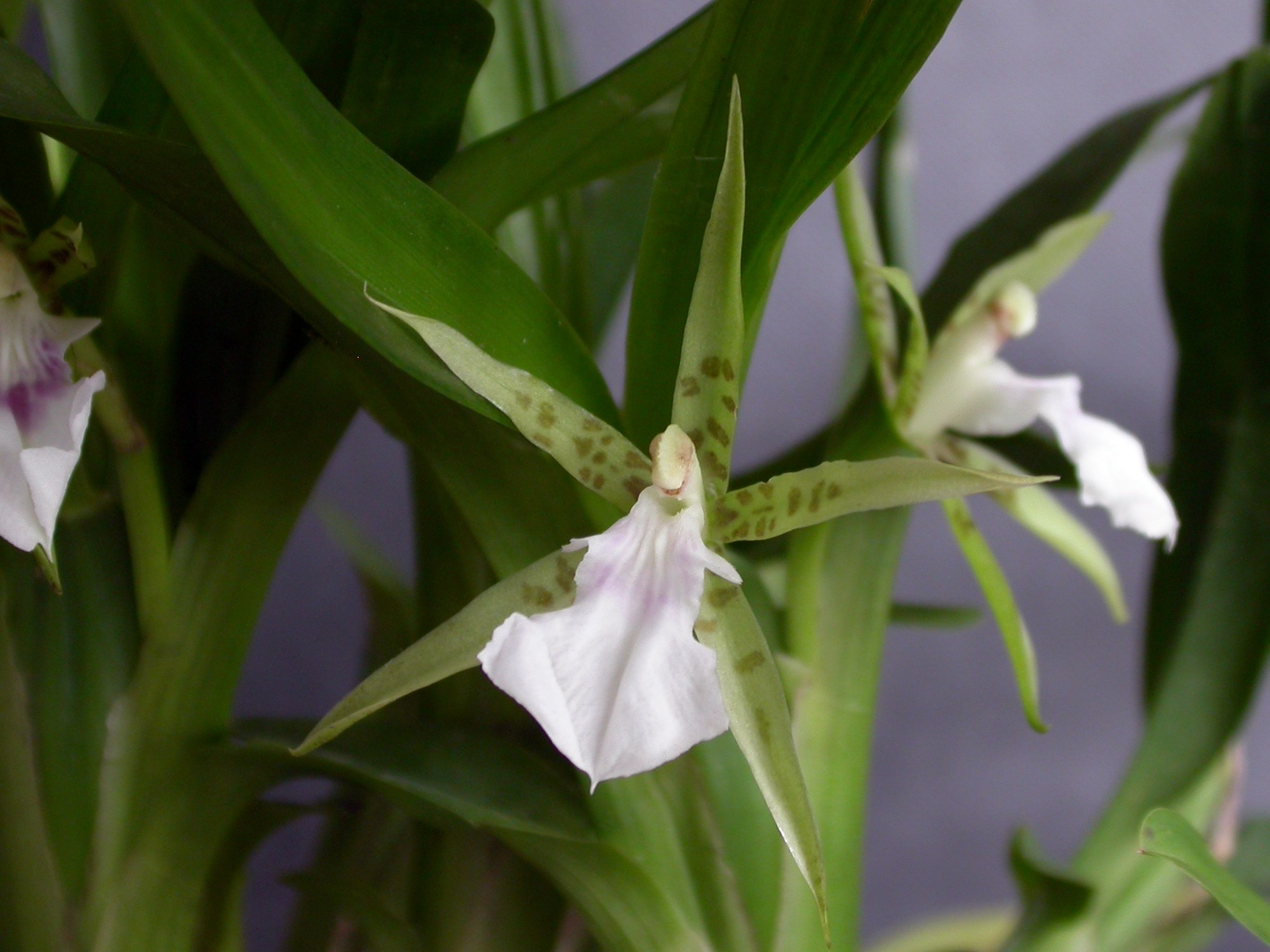
Aspasia lunata - flores y follaje

## Descripción
Es una orquídea de tamaño pequeño, que prefiere un clima cálido y tiene un crecimiento epífita con pseudobulbos lateralmente comprimidas fuertemente que llevan 2 hojas, basalmente conduplicada y articuladas, glabras, subcoriáceas, lanceoladas a liguladas, agudas. Florece en primavera en una inflorescencia erecta de 9 cm de largo, con 1 a 3 flores, inflorescencia basal.

## Distribución y hábitat
Se encuentra en Brasil, Bolivia y Paraguay, a una altitud de 200 a 750 metros. 

## Taxonomía
Aspasia lunata fue descrita por John Lindley y publicado en Edwards's Botanical Register 22: t. 1907. 1836.
Etimología
El nombre Aspasia procede del griego, y significa amable, agradable; nombrada por Aspasia de Mileto, la esposa ateniense de Pericles.
lunata: epíteto latino que significa "de la luna".
Sinonimia
- Trophianthus zonatus Scheidw. (1844)
- Miltonia odorata Rchb.f. (1855)
- Odontoglossum lunatum (Lindl.) Rchb.f. (1864)
- Aspasia papilionacea Rchb.f. (1876)
- Aspasia lunata var. superba B.S.Williams (1894)[4][5]